# Fińscy posłowie do Parlamentu Europejskiego 2009–2014
Fińscy posłowie VII kadencji do Parlamentu Europejskiego zostali wybrani w wyborach przeprowadzonych 7 czerwca 2009.

## Lista posłów
Wybrani z listy Partii Koalicji Narodowej
- Eija-Riitta Korhola
- Sirpa Pietikäinen
- Petri Sarvamaa, poseł do PE od 1 marca 2012

Wybrani z listy Partii Centrum
- Anneli Jäätteenmäki
- Riikka Manner
- Hannu Takkula

Wybrani z listy Socjaldemokratycznej Partii Finlandii
- Liisa Jaakonsaari
- Mitro Repo

Wybrane z listy Ligi Zielonych
- Tarja Cronberg, poseł do PE od 22 czerwca 2011
- Satu Hassi

Wybrany z listy Prawdziwych Finów
- Sampo Terho, poseł do PE od 26 kwietnia 2011

Wybrany z listy Szwedzkiej Partii Ludowej
- Nils Torvalds, poseł do PE od 5 lipca 2012

Wybrana z listy Chrześcijańsko-Demokratycznej
- Sari Essayah

Byli posłowie VII kadencji do PE
- Carl Haglund (z listy Szwedzkiej Partii Ludowej), do 4 lipca 2012
- Heidi Hautala (z listy Ligi Zielonych), do 21 czerwca 2011
- Ville Itälä (z listy Partii Koalicji Narodowej), do 29 lutego 2012
- Timo Soini (z listy Prawdziwych Finów), do 25 kwietnia 2011